# Филосемитизм
Филосемитизм или юдофилия — проявление интереса, уважения к еврейскому народу, его историческому значению и положительная оценка влияния иудаизма в истории мира (как правило) со стороны неевреев, проявляющееся в любви нееврея к еврейской истории, еврейской культуре (в частности к еврейской кухне и еврейским языкам) и иудейской религии. Считается антонимом антисемитизма.
Изначально термин появился в конце XIX века Германии в антисемитской среде как уничижительный, означающий «друг евреев» или «любитель евреев». По сути любого оппонента антисемитизма обвиняли в сговоре с евреями.
Хотя проеврейские настроения были засвидетельствованы в ряде обществ с древнейших времен, концепция филосемитизма в современном контексте в значительной степени определялась последствиями Второй мировой войны и особенно памятью о Холокосте, который стал самым жестоким проявлением антисемитизма в истории. 
Михаил Голубовский указывал как высшую форму филосемитизма переселение в Израиль.